# العريفة (حبيش)

تعديل مصدري - تعديل

العريفة هي إحدى قرى عزلة جبل عميقة بمديرية حبيش التابعة لمحافظة إب، بلغ تعداد سكانها 881 نسمة حسب تعداد اليمن لعام 2004.